# Тагор, Абаниндранатх
Абаниндранат Тагор (бенг. গগনেন্দ্রনাথ ঠাকুর, 7 августа 1871 — 5 декабря 1951) — известный индийский художник и преподаватель искусства, основатель современной индийской живописи.

## Биография
Происходил из известной и влиятельной литературной и художественной семьи Тагоров. Сын Гунендраната Тагора. Родился в имении «Джорасанко» в окрестностях Калькутты, где провел свое детство. С раннего детства в нем была воспитана горячая любовь к древнему национальному искусству. В 1880—1889 годах учился в Санскритском колледже в Калькутте. В 1890 году поступает в Калькуттскую школу искусств.
С середины 1890-х годов начинает сотрудничать с журналом «Садхана» как иллюстратор. В то же время иллюстрирует книги своего дяди Рабиндраната Тагора. С 1897 года активно изучает европейскую живопись, вместе с тем начинает увлекаться могольской миниатюрой. В 1907 году вместе со своим братом Гаганендранатом и Эрнестом Гавелом создает Индийское общество искусств народов Востока, впоследствии становится его директором. Со временем общество превращается в Школу искусств.
В 1913 году представляет свои работы на персональных выставках в Лондоне и Париже, а в 1919 году — в Японии.
В дальнейшем активно путешествует по Индии, странам южной и восточной Азии. Из этих поездок выносит новые образы, создает серии работ. Особенно известной является серия «Арабские ночи», которая была завершена в 1930 году.
В последующие годы Абаниндранат Тагор значительное время уделял изучению техники живописи, основ искусства. Последнее его произведение было написано за 20 лет до смерти. Когда ему исполнилось 60 лет, Абаниндранат Тагор решил, что уже не сможет создать ничего лучшего, чем то, что было им сделано, и целиком посвятил себя преподаванию. Его справедливо считают главой современной живописи Индии. Он был прекрасным педагогом и воспитал плеяду замечательных художников, таких, как Нандалал Бош, Асит Кумар Халдар, Рой Чоудхури, Мукул Чандра Дей, Джемини Рой, Бирешвар Сен и многие другие.

## Творчество

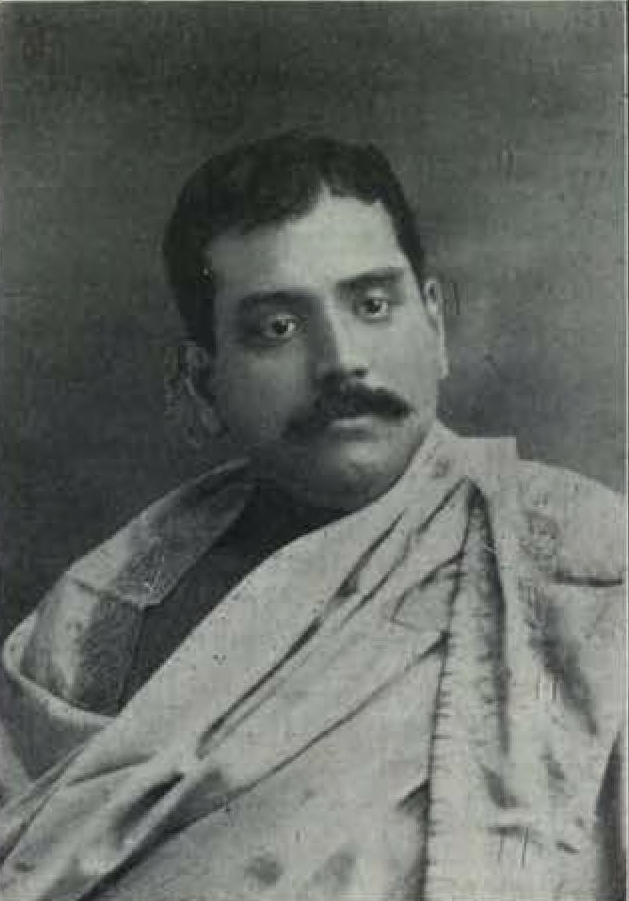
А. Тагор в 1907 году

Абаниндранат Тагор стал основателем современной национальной индийской живописи. Он был одним из первых, кто открыто вступил в борьбу с банальным академизмом западного искусства и псевдонациональной экстравагантной декоративной живописью, которая получила широкое распространение в Индии в конце XIX века.
Изучив наследие своего народа, освоив технику европейской и дальневосточной живописи, Тагор создал свой собственный стиль, в котором неуловимо сочетается всё, накопленное за долгие годы обучения. Начало своего творчества художник ознаменовал борьбой против распространения западного искусства. Его ранние произведения — иллюстрации к стихам Омара Хайяма, портреты, среди которых пастельный портрет Рабиндраната Тагора, картины на исторические сюжеты, серия миниатюр, созданная под непосредственным влиянием раджпутской и могольской школ. Они отличаются удивительной тонкостью письма, образной выразительностью и богатством колористического звучания. Художник особенно тонко чувствовал цвет и использовал его в своих картинах как одно из главных средств выразительности. Свидетельством этому является один из лучших его произведений «Конец пути», на котором художник изобразил умирающего в пустыне верблюда. Животное, нагруженное тяжелой поклажей, медленно опускается на колени, чтобы больше никогда не встать. Картина написана в фиолетово-пурпурной гамме. Не только сюжет, но и цвет — свидетельство конца. Как умирает день, погружая пурпур заката солнца в фиолетовые сумерки, так умирает и животное, нехотя опускаясь на темный песок пустыни.
Всего в активе около 500 картин, иллюстраций, эскизов, рисунков.

## Известные произведения
- Королева Ашоки (1910)
- Бхарат Мата (1871—1951)
- Сказочные иллюстрации (1913)
- Ганеш джанани

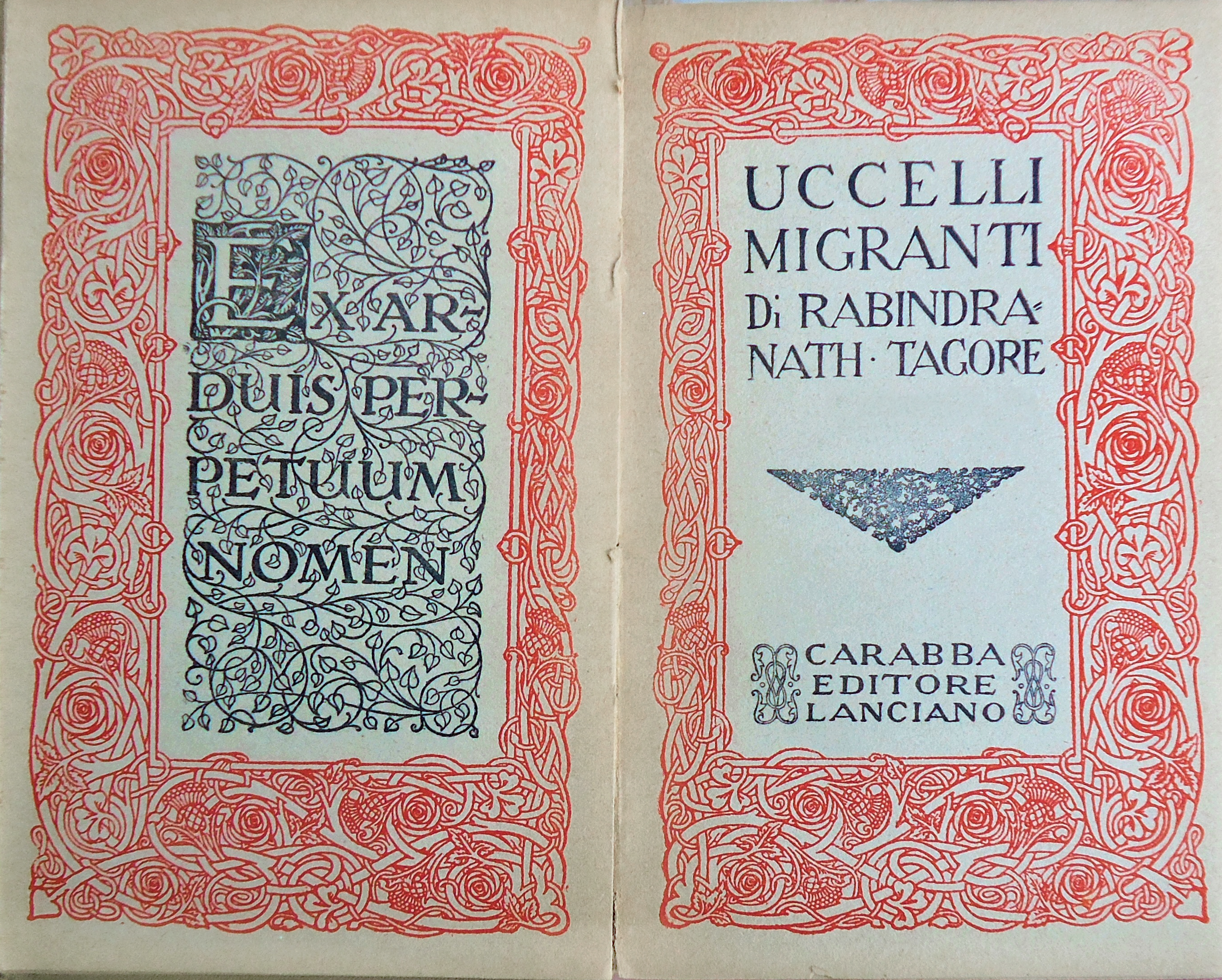
Тагор, Абаниндранатх, Uccelli migranti, Carabba, 1918

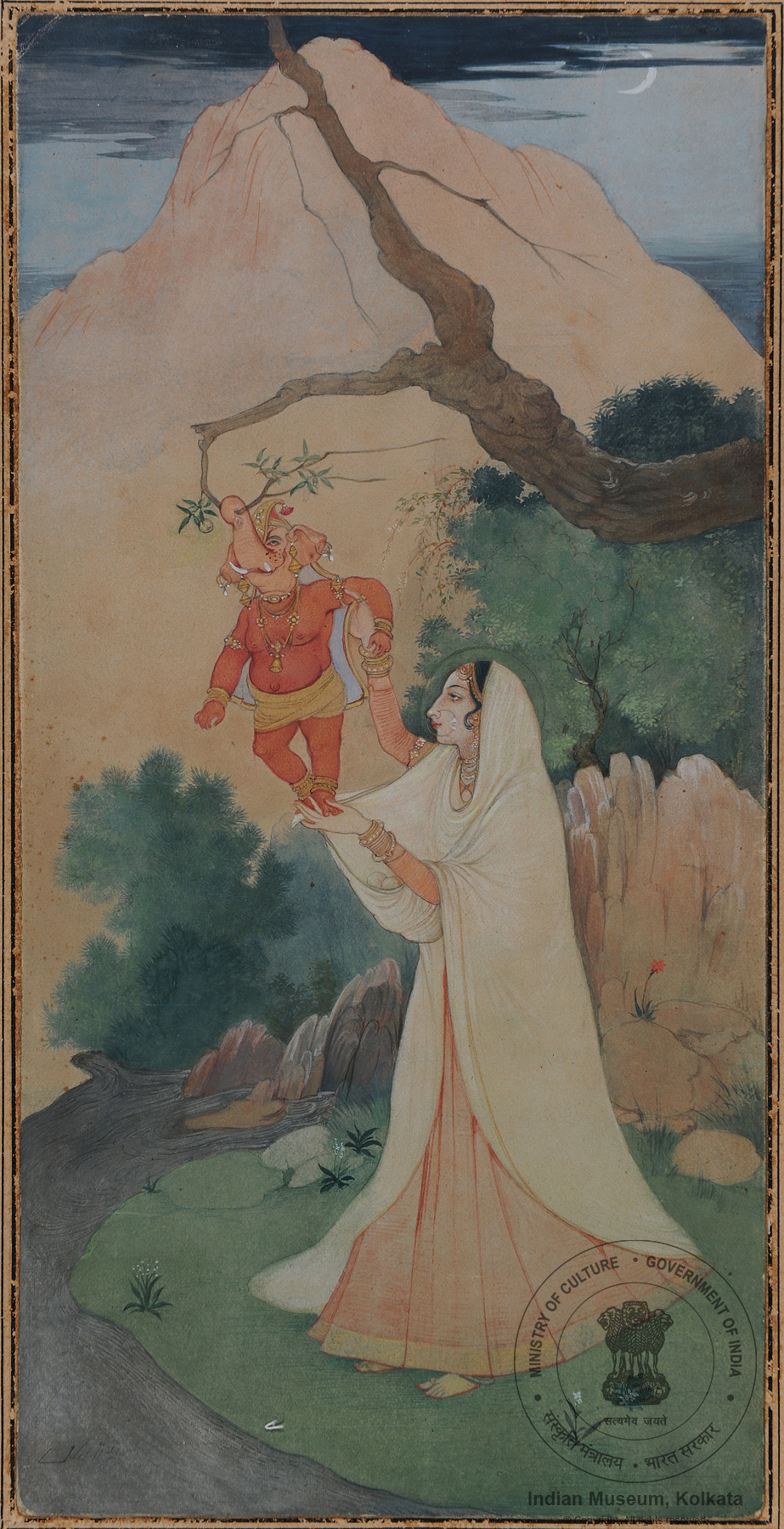
Ганеш Джанани

- Аурангзеб рассматривает голову Дары (1911)
- Ависарика (1892)
- Баба Ганеш (1937)
- Изгнанный Якша (1904)
- серия Птицы и животные (1915)
- Будда и Суджата (1901)
- Чайтанья вместе со своими последователями на морском пляже в Пури (1915)
- Конец праздношатания (1939)
- иллюстрации к Омара Хайяма (1909)
- Кача и Деваджани (1908)
- серия Лал Кришна (1901—1903)
- Музыка лунного сияния (1906)
- Восход Луны в Муссури Хиллс (1916)
- Уход из жизни Шах Джахан  (1900)
- Танец поэта-баула в Фалгурни (1916)
- Пушпа-Радхи (1912)
- Радхика, которая смотрит на портрет Шри Кришны (1913)
- Шах Джахан, который мечтает о Тадж (1909)
- Шри Радха на берегу реки Ямуна (1913)
- Летом из «Риту Сангхар» Калидасы (1905)
- Сказки Тысячи и одной ночи (1928)
- Храмовые танцовщицы (1912)
- Зов флейты (1910)
- Праздник Лампы (1907)
- Последнее путешествие (1914)
- Вина игрока (1911)